# Hallands Fotbollförbund
Hallands Fotbollförbund (Hallands FF) är ett av de 24 distriktsförbunden under Svenska Fotbollförbundet. Hallands FF administrerar de lägre serierna för seniorer och ungdomsserierna i Hallands län.

## Serier
Hallands FF administrerar följande serier:

### Herrar
Division 4 - två serier

Division 5 - två serier

Division 6 - tre serier

### Damer
Division 3 - en serie

Division 4 - två serier

Division 5 - fyra serier

### Övriga serier
- Ungdomsserier
- Reservlagsserier